# Centrum (algebra)
Centrum – zbiór elementów pewnej struktury przemiennych ze wszystkimi innymi elementami; zwykle sam posiada on pewną strukturę. Wyróżnia się:
- centrum grupy – w teorii grup podzbiór danej grupy {\displaystyle G} składający się z wszystkich elementów {\displaystyle x\in G} takich, że {\displaystyle xg=gx} dla każdego {\displaystyle g\in G.} Centrum jest podgrupą normalną w {\displaystyle G;}
- centrum pierścienia – w teorii pierścieni podzbiór pierścienia {\displaystyle R} zawierający wszystkie te elementy {\displaystyle x\in R,} że {\displaystyle xr=rx} dla każdego {\displaystyle r\in R.} Centrum jest przemiennym podpierścieniem {\displaystyle R,} zatem {\displaystyle R} jest algebrą nad swoim centrum;
- centrum algebry – składa się z wszystkich tych elementów {\displaystyle x} danej algebry {\displaystyle A,} że {\displaystyle xa=ax} dla każdego {\displaystyle a\in A,} zob. algebra centralna prosta;
- centrum algebry Liego – zbiór składający się ze wszystkich takich elementów {\displaystyle x} algebry Liego {\displaystyle L,} że dla każdego {\displaystyle a\in L} zachodzi {\displaystyle [x,a]=0.} Centrum jest ideałem algebry Liego {\displaystyle L.}
- centrum kategorii monoidalnej – składa się z par {\displaystyle (A,u),} gdzie {\displaystyle A} jest obiektem kategorii monoidalnej {\displaystyle \mathbf {C} ,} a {\displaystyle u\colon A\otimes \cdot \to \cdot \otimes A} to naturalny izomorfizm spełniający pewne aksjomaty.